# (1465) Autonoma
(1465) Autonoma – planetoida z grupy pasa głównego asteroid okrążająca Słońce w ciągu 5 lat i 99 dni w średniej odległości 3,03 au. Została odkryta 20 marca 1938 roku w Hamburg-Bergedorf Observatory w Bergedorfie przez Arno Wachmanna. Nazwa planetoidy pochodzi od Universidad Autonoma de El Salvador, została nadana w podziękowaniu za gościnność okazaną pracownikom Hamburg Observatory. Przed nadaniem nazwy planetoida nosiła oznaczenie tymczasowe (1465) 1938 FA.